# 8628-as mellékút (Magyarország)
A 8628-as számú mellékút egy csaknem 8 kilométer hosszú, négy számjegyű országos közút Győr-Moson-Sopron vármegye területén; Pinnye és Nagylózs községeket köti össze a 84-es és a 85-ös főutakkal.

## Nyomvonala
Pinnye északi külterületei közt ágazik ki a 85-ös főútból, annak a 64+600-as kilométerszelvénye táján; dél felé indul, majd kissé keletebbi irányt vesz. 1,2 kilométer után éri el a község belterületének északi szélét, ott előbb Rákóczi Ferenc utca a települési neve, majd a központban az Arany János utca nevet veszi fel, délnyugatnak fordulva. 1,7 kilométer után már ki is lép a falu házai közül, ugyanott keresztezi az Ikva folyását. 2,6 kilométer után – felüljárón, csomópont nélkül – keresztezi az M85-ös autóút nyomvonalát, a 3. kilométere után pedig átlépi Nagylózs határát.
E községbe 3,6 kilométer után érkezik, a Kossuth utca nevet felvéve; több irányváltása ellenére a neve végig, a belterület széléig változatlan marad. Az 5. kilométere után, délnyugati irányban hagyja el a települést, 6,2 kilométer megtételét követően pedig átlépi Sopronkövesd határát. Itteni belterületi szakasza az Iskola utca nevet viseli, így szeli át, a 7+250-es kilométerszelvénye közelében a Sopron–Szombathely-vasútvonal vágányait is, közvetlenül Sopronkövesd megállóhely térségének déli széle mellett. A község központjában ér véget, beletorkollva a 84-es főútba, kevéssel annak a 101. kilométere előtt.
Teljes hossza, az országos közutak térképes nyilvántartását szolgáló kira.gov.hu adatbázisa szerint 7,626 kilométer.

## Települések az út mentén
- Pinnye
- Nagylózs
- Sopronkövesd